# Temorites elongata
Temorites elongata är en kräftdjursart som först beskrevs av Georg Ossian Sars 1905.  Temorites elongata ingår i släktet Temorites och familjen Bathypontiidae. Inga underarter finns listade i Catalogue of Life.